# العريف الأعلى (الرجم)

تعديل مصدري - تعديل

العريف الأعلى هي إحدى قرى عزلة غالب ربيعي بمديرية الرجم التابعة لمحافظة المحويت، بلغ تعداد سكانها 63 نسمة حسب تعداد اليمن لعام 2004.